# Биткін Анатолій Максимович
Анатолій Максимович Биткін (рос. Анатолий Максимович Быткин; нар. 13 лютого 1949, Інгулець, Широківський район, Дніпропетровська область, УРСР — пом. 15 вересня 2009, Самара, Росія) — радянський український футболіст та російський тренер, півзахисник та захисник. Виступав за куйбишевські «Крила Рад» та криворізький «Кривбас».

## Кар'єра гравця
Народився в місті Інгулець, (Широківський район, Дніпропетровська область). Вихованець криворізького клубу «Рудник ім. К.Лібкнехта», перший тренер — Євген Миколайович Морозов. Дорослу футбольну кар'єру розпочав 1967 року в змаганнях КФК, де виступав за дніпропетровський ЗКЛ. У 1969 році прийняв запрошення від представника Класу «Б» «Спартак» (Йошкар-Ола). У команді провів три сезони. Потім повернувся в Україну, де грав за «Кривбас». У 1975 та 1976 роках під керівництвом Олександра Гулевського двічі вигравав чемпіонат УРСР (1975, 1976).
Восени 1977 року Олександр Гулевський очолив «Крила Рад» та запросив Анатолія до Самари. У новій команді дебютував одразу ж в стартовому складі, 9 квітня 1978 року в Ашгабаті проти «Колхозчі». Дебютним голом за самарський колектив відзначився 2 червня 1978 року в переможному (3:1) домашньому поєдинку проти одеського СКА. Потім два роки перебував поза футболом. Повернувся до складу «Крил Рад» 26 травня 1982 року у виїзному поєдинку проти дзержинського «Хіміка» (0:0). Наступного року виграв з самарцями чемпіонат РРФСР, а в 1984 році допоміг команді вийти до Першої ліги радянського чемпіонату. Востаннє футболку «Крил Рад» 35-річний Анатолій одягав 4 листопада 1984 року на стадіоні «Металург», в поєдинку проти цілиноградського «Цілинника». Загалом же з 1978 по 1984 рік (з перервою) у складі самарського клубу зіграв 130 матчів у чемпіонатах СРСР, в яких відзначився 20-а голами.
У 1985 році перейшов до тольяттінського «Торпедо», яке тренував Микола Волков. Однак у складі команди майже не грав, а по завершенні сезону вирішив закінчити кар'єру гравця.

## Кар'єра тренера
По завершенні кар'єри гравця розпочав тренерську діяльність. З 1996 по 2000 рік працював начальником самарських «Крил Рад». У 2001 році допомагав тренувати тольяттінську «Ладу».
У 2007-2009 роках працював керівником цвинтаря «Рубіжне».
Паралельно з тренерською роботою грав у футбол у ветеранських змаганнях.
Помер 15 вересня 2009 року в Самарі. З того ж року в місті проходить щорічний футбольний турнір пам'яті Анатолія Биткіна.

## Досягнення
«Кривбас»
- Чемпіонат УРСР
  -  Чемпіон (2): 1975, 1976

«Крила Рад»
- Чемпіонат РРФСР
  -  Чемпіон (1): 1983